# 偉景花園 (屯門)
偉景花園（英語：Grandeur Gardens），是屯門區的一個私人屋苑，由新鴻基地產、新世界發展和信和置業合作發展，位於香港屯門新墟的景峰徑3號，屋苑前身是井頭下村，鄰近景峰花園、怡樂花園、景峰豪庭、御半山、聖公會蒙恩小學及景新臺。

## 樓宇
屋苑共有3座樓高28層的樓宇（住宅層數由3-28樓），設有平台花園及停車場。
| 樓宇名稱 | 落成年份 | 樓宇層數（住宅層數） | 每層伙數     | 每座單位數目（伙） | 提供升降機的廠商 |
| -------- | -------- | -------------------- | ------------ | ------------------ | ---------------- |
| A座      | 1987年   | 29層（3至28樓）      | 8（3至28樓） | 208                | 富士達           |
| B座      | 1987年   | 29層（3至28樓）      | 8（3至28樓） | 208                | 富士達           |
| C座      | 1987年   | 29層（3至28樓）      | 8（3至28樓） | 208                | 富士達           |

以（*）標示樓宇為2019冠狀病毒病香港疫情當中多名確診個案患者居住的大廈

## 所屬選區
偉景花園屬於屯門區議會的屯門北選區，由民主建港協進聯盟成員賴嘉汶與新民黨成員蘇嘉雯擔任當區區議員。而在立法會地區直選中，則屬於新界西北（LC8）選區。

### 歷屆議員
| 選區名稱     | 屆別                 | 議員   | 政治聯繫                              | 政治聯繫                              | 選區名稱                              | 議員                                  | 政治聯繫  | 政治聯繫 |
| ------------ | -------------------- | ------ | ------------------------------------- | ------------------------------------- | ------------------------------------- | ------------------------------------- | --------- | -------- |
| 屯門東北     | 1982年－1985年       | 李模   |                                       | 無黨籍                                | 屯門東北                              | 溫志友                                |           | 無黨籍   |
| 屯門東北     | 1985年－1988年       | 鍾志輝 |                                       | 無黨籍                                | 屯門東北                              | 溫志友                                |           | 無黨籍   |
| 屯門東北     | 1988年－1991年       | 古漢強 |                                       | 新 新社聯                             | 屯門東北                              | 馮友維                                |           | 無黨籍   |
| 屯門市中心北 | 1991年－1994年       | 古漢強 |                                       | 新 新社聯                             | 屯門東北                              | 馮友維                                | 自 自民聯 |          |
| 景峰         | 1994年－1999年       | 古漢強 | 分拆出屯門鄉郊選區後， 改為單議席選區 | 分拆出屯門鄉郊選區後， 改為單議席選區 | 分拆出屯門鄉郊選區後， 改為單議席選區 | 分拆出屯門鄉郊選區後， 改為單議席選區 |           |          |
| 景峰         | 2000年－2003年       | 何杏梅 | 分拆出屯門鄉郊選區後， 改為單議席選區 | 分拆出屯門鄉郊選區後， 改為單議席選區 | 分拆出屯門鄉郊選區後， 改為單議席選區 | 分拆出屯門鄉郊選區後， 改為單議席選區 |           | 民主黨   |
| 景峰         | 2004年－2007年       | 何杏梅 | 分拆出屯門鄉郊選區後， 改為單議席選區 | 分拆出屯門鄉郊選區後， 改為單議席選區 | 分拆出屯門鄉郊選區後， 改為單議席選區 | 分拆出屯門鄉郊選區後， 改為單議席選區 |           | 民主黨   |
| 景峰         | 2008年－2011年       | 何杏梅 | 分拆出屯門鄉郊選區後， 改為單議席選區 | 分拆出屯門鄉郊選區後， 改為單議席選區 | 分拆出屯門鄉郊選區後， 改為單議席選區 | 分拆出屯門鄉郊選區後， 改為單議席選區 |           | 民主黨   |
| 景峰         | 2012年－2015年       | 何杏梅 | 分拆出屯門鄉郊選區後， 改為單議席選區 | 分拆出屯門鄉郊選區後， 改為單議席選區 | 分拆出屯門鄉郊選區後， 改為單議席選區 | 分拆出屯門鄉郊選區後， 改為單議席選區 |           | 民主黨   |
| 景峰         | 2016年－2019年       | 何杏梅 | 分拆出屯門鄉郊選區後， 改為單議席選區 | 分拆出屯門鄉郊選區後， 改為單議席選區 | 分拆出屯門鄉郊選區後， 改為單議席選區 | 分拆出屯門鄉郊選區後， 改為單議席選區 |           | 民主黨   |
| 景峰         | 2020年－2021年7月7日 | 何杏梅 | 分拆出屯門鄉郊選區後， 改為單議席選區 | 分拆出屯門鄉郊選區後， 改為單議席選區 | 分拆出屯門鄉郊選區後， 改為單議席選區 | 分拆出屯門鄉郊選區後， 改為單議席選區 |           | 民主黨   |
| 景峰         | 2021年7月8日－2023年 | 待補選 | 待補選                                | 待補選                                | 分拆出屯門鄉郊選區後， 改為單議席選區 | 分拆出屯門鄉郊選區後， 改為單議席選區 |           |          |
| 屯門北       | 2024年－2027年       | 賴嘉汶 |                                       | 民建聯                                | 屯門北                                | 蘇嘉雯                                |           | 新民黨   |

## 資料來源與註釋
1. ↑  . 美聯物業.   [2020-09-30].
2. 1 2   (PDF). 差餉物業估價署. 2020-10  [2020-11-15]. （原始内容 (PDF)存档于2021-01-08）.
3. 1 2  . 中原數據.   [2020-11-29].
4. ↑  . 中原數據.   [2020-11-29].
5. ↑   (PDF).   [2020-08-26]. （原始内容 (PDF)存档于2018-01-24）.
6. ↑   (PDF).   [2020-08-26]. （原始内容 (PDF)存档于2018-11-23）.
7. ↑  . 政制及內地事務局. 2021-10-28  [2021-11-26]. （原始内容存档于2021-11-29）.
8. ↑  . www.16seats.net.   [2016-09-28]. （原始内容存档于2016-10-02）.
9. ↑  . www.16seats.net.   [2016-09-28]. （原始内容存档于2017-02-02）.
10. ↑  . www.16seats.net.   [2016-09-28]. （原始内容存档于2016-12-29）.
11. ↑  . www.16seats.net.   [2016-09-28]. （原始内容存档于2017-01-28）.
12. ↑  銅鑼灣波斯富街　＞　屯門及元朗 的存檔，存档日期2016-10-02.